# Očista: Volební rok
Očista: Volební rok(v anglickém originále The Purge: Election Year) je americký akční a hororový film z roku 2016. Režie a scénáře se ujal James DeMonaco. Ve snímku hrají hlavní role Frank Grillo, Elizabeth Mitchell a Mykelti Williamson. Film je sequelem filmu Očista: Anarchie a Očista
Film byl oficiálně uveden do kin 7. července 2016. Film získal mix kritiky a vydělal přes 118 milionů dolarů a stal se tak nejvýdělečnějším filmem série.

## Obsazení
| Frank Grillo            | Leo Barnes             |
| Elizabeth Mitchell      | senátorka Charlie Roan |
| Christy Coco            | malá Charlie Roan      |
| Mykelti Williamson      | Joe Dickson            |
| Joseph Julian Soria     | Marcos                 |
| Betty Gabriel           | Laney Rucker           |
| Terry Serpico           | Earl Danzinger         |
| Raymond J. Barry        | Caleb Warrens          |
| Edwin Hodge             | Dwayne Bishop          |
| Kyle Secor              | ministr Edwidge Owens  |
| Liza Colón-Zayas        | Dawn                   |
| David Aaron Baker       | Tommy Roseland, mluvčí |
| Christopher James Baker | Harmon James           |
| Brittany Mirabilé       | Kimmy                  |
| Juani Feliz             | Kimmy kamarád          |
| Roman Blat              | strýček Sam            |
| Jamal Peters            | lídr skupiny Crips     |
| J. Jewels               | politický debatér      |
| Matt Walton             | reportér               |

## Produkce
V říjnu 2014 James DeMonaco potvrdil, že se vrátí ke scénáři a režii třetího filmu. V srpnu 2015 bylo potvrzeno, že Frank Grillo se vrátí do sequelu jako Leo Barnes.Natáčení začalo 16. září 2015. Několik scén bylo natáčeno ve Washingtonu D.C., ale většina scén z filmu pochází z Rhode Islandu.

## Přijetí
Film vydělal 79 milionů dolarů v Severní Americe a přes 39 milionů dolarů v ostatních oblastech, celkově tak vydělal přes 118,4 milionů dolarů po celém světě. Rozpočet filmu přitom činil pouhých 10 milionů dolarů. Za první víkend docílil třetí nejvyšší návštěvnosti, kdy vydělal 31,4 milionů dolarů. Na prvním místě se umístil animovaný film Hledá se Dory (41,4 milionů dolarů) a Legenda o Tarzanovi (38,6 milionů dolarů). 

## Pokračování
Dne 17. února 2017 bylo tvůrcem série Jamesem DeMonacoem oznámeno, že na Očistě 4 pracuje Universal Studios. Tyto domněnky byly potvrzeny, jakmile se čtvrtý díl - První očista, který je zároveň prequelem k prvnímu dílu - dostal 4. července 2018 do kin. Společně s ní i stanice USA Network začala v létě 2018 vysílat seriál The Purge.